# パラメーシュヴァラヴァルマン1世 (パッラヴァ朝)
パラメーシュヴァラヴァルマン1世（タミル語: முதலாம் பரமேஸ்வரவர்மன், ラテン文字転写: Parameśvaravarman I, 生年不詳 - 695年）は、パッラヴァ朝の後期第5代国王（在位：670年 - 695年）。軍事面で功績を挙げた優れた支配者であるとともに、カーンチープラム・クーラム・ヴィチャ・ヴィニータ・パッラヴァ・パラメーシュヴァラム寺院をはじめとする多くの寺院を建立し、シヴァ神に対して詩的とも言える献身的な愛を示した。

## 生涯
先代マヘーンドラヴァルマン2世の子。父の死後、即位した。
673年、チャールキヤ朝のヴィクラマーディティヤ1世率いる連合軍が王都カーンチー付近に侵攻してきた。翌674年にパラメーシュヴァラヴァルマン1世はティルチラーパッリ近郊のペルーヴァラ・ナルールでチャールキヤ連合軍と会戦し、勝利を収めた。
戦後はカーンチー周辺に寺院を建立し、村を寄進している。勢いに乗ったパラメーシュヴァラヴァルマン1世はデカンに侵攻し、一帯を支配下に収めた。
パラメーシュヴァラヴァルマン1世の死後、子のナーラシンハヴァルマン2世が王位を継承した。